# Setophaga striata
Setophaga striata là một loài chim trong họ Parulidae.
Đây là một loài chim Tân thế giới. Chim trống mùa sinh sản có bộ lông chủ yếu là màu đen và trắng. Chúng có một chỏm màu đen nổi bật, má trắng và dải cánh màu trắng. Chúng sinh sản trong các khu rừng ở phía bắc Bắc Mỹ, từ Alaska, qua Canada, các khu vực Đại ngũ hồ và New England. Chúng những cá thể di cư phổ biến qua nhiều khu vực Bắc Mỹ. Vào mùa thu, chúng bay đến Nam Greater Antilles và các bờ biển Đông Bắc của Nam Mỹ trong một không chuyến bay đường dài không nghỉ di chuyển trên mặt nước mở, trung bình 2.500 km, một trong những khoảng cách xa nhất không ngừng các chuyến bay trên mặt nước từng được ghi nhận cho một loài chim biết hót di cư.